# Los niños terribles
Los niños terribles (en francés Les enfants terribles) es una película francesa realizada y producida por Jean-Pierre Melville, y estrenada en 1950. El guion de Jean Cocteau es una adaptación de su novela homónima.

## Argumento
En una pelea con bolas de nieve en el instituto, Paul (Edouard Dermithe) es herido por una piedra lanzada por su amigo Dargelos, al que idolatra, y tiene que guardar reposo en la cama. Elisabeth (Nicole Stéphane), su hermana, que siempre ha sido muy protectora con él, le dedica todo su tiempo, recreando con él un mundo obsesivo, fantasioso y secreto en la habitación donde los dos viven recluidos. Tras la muerte de su madre, Elisabeth encuentra trabajo como modelo en la casa Dior y se casa con Michael, un rico hombre de negocios norteamericano. Pero este se mata en un accidente de coche al día siguiente de la boda, dejándole en herencia su gran fortuna.
Paul, Agathe (Renée Cosima), amiga de Elisabeth que guarda un gran parecido con Dargelos, y Gérard (Jacques Bernard), amigo de la infancia de los hermanos, se trasladan a vivir con Elisabeth en el palacete que ha heredado de su marido. Allí vuelven a recrear su mundo imaginario y alejado de la realidad, hasta que Elisabeth ve cómo este podría peligrar debido al amor naciente entre su hermano y Agathe. Presa de los celos, trama un plan diabólico para apartar a su amiga de su hermano, un plan que desembocará en un trágico final.

## Sobre la película
La voz en off del narrador es del propio Cocteau.
Renée Cosima interpreta el papel de Agathe, amiga de Elisabeth, y de Dargelos, el adolescente rebelde que Paul venera.
El papel de Paul es interpretado por Edouard Dermithe, última conquista de Cocteau que lo convertirá en su hijo adoptivo y heredero.
La fotografía de Henri Decae anticipa la movilidad de las cámaras de las películas de la Nouvelle vague.
El éxito de público que había saludado la publicación de la novela en 1929 se repetirá tras el estreno de la película. La crítica sin embargo será mucho más reservada que con la novela.